# Нечкине
Не́чкине — село в Україні, в Олександрівській сільській громаді Мелітопольського району Запорізької області. Населення становить 32 осіб. До 2017 року орган місцевого самоврядування — Олександрівська сільська рада.

## Географія
Село Нечкине розташоване за 4 км від села Олександрівка — адміністративного центру Олександрівської сільської громади. Найближча залізнична станція Мелітополь (за 48,5 км).

## Історія
Село засноване 1924 року.
27 листопада 2017 року Олександрівська сільська рада, в ході децентралізації, увійшла до складу Олександрівської сільської громади.
12 червня 2020 року, відповідно до розпорядження Кабінету Міністрів України № 713-р «Про визначення адміністративних центрів та затвердження територій територіальних громад Запорізької області», село увійшло в Олександрівську сільську громаду.
19 липня 2020 року, в результаті адміністративно-територіальної реформи та ліквідації Приазовського району, село увійшло до складу Мелітопольського району.